# Taifa de Algeciras
La Taifa de Algeciras fue un reino de taifas musulmán de al-Ándalus que se proclamó reino taifa independiente en 1013, a raíz de la desintegración que el Califato de Córdoba venía sufriendo desde 1009, perteneciendo cronológicamente a los primeros reinos de taifas. 
Tras hacerse Sulaimán al-Mustaín con el Califato de Córdoba entregó en 1023 los términos de Algeciras a los hammudíes, fracción bereber que le había ayudado a hacerse con el poder. El primer señor de Algeciras fue Al-Qasim al-Mamun, que más tarde sería califa de Córdoba. Su sobrino Yahya al-Muhtal anexionó el reino a la Taifa de Málaga en 1026, hasta que Abu Hegiag proclamó emir de Algeciras en 1035 a Muhammad ben al-Qasim, hijo del primer emir. En 1055 al-Mutamid, señor de Sevilla, se presentó en las puertas de Algeciras obligando a Muhammad ben al-Qasim a anexionar su reino a la Taifa de Sevilla.